# Potnia Theron

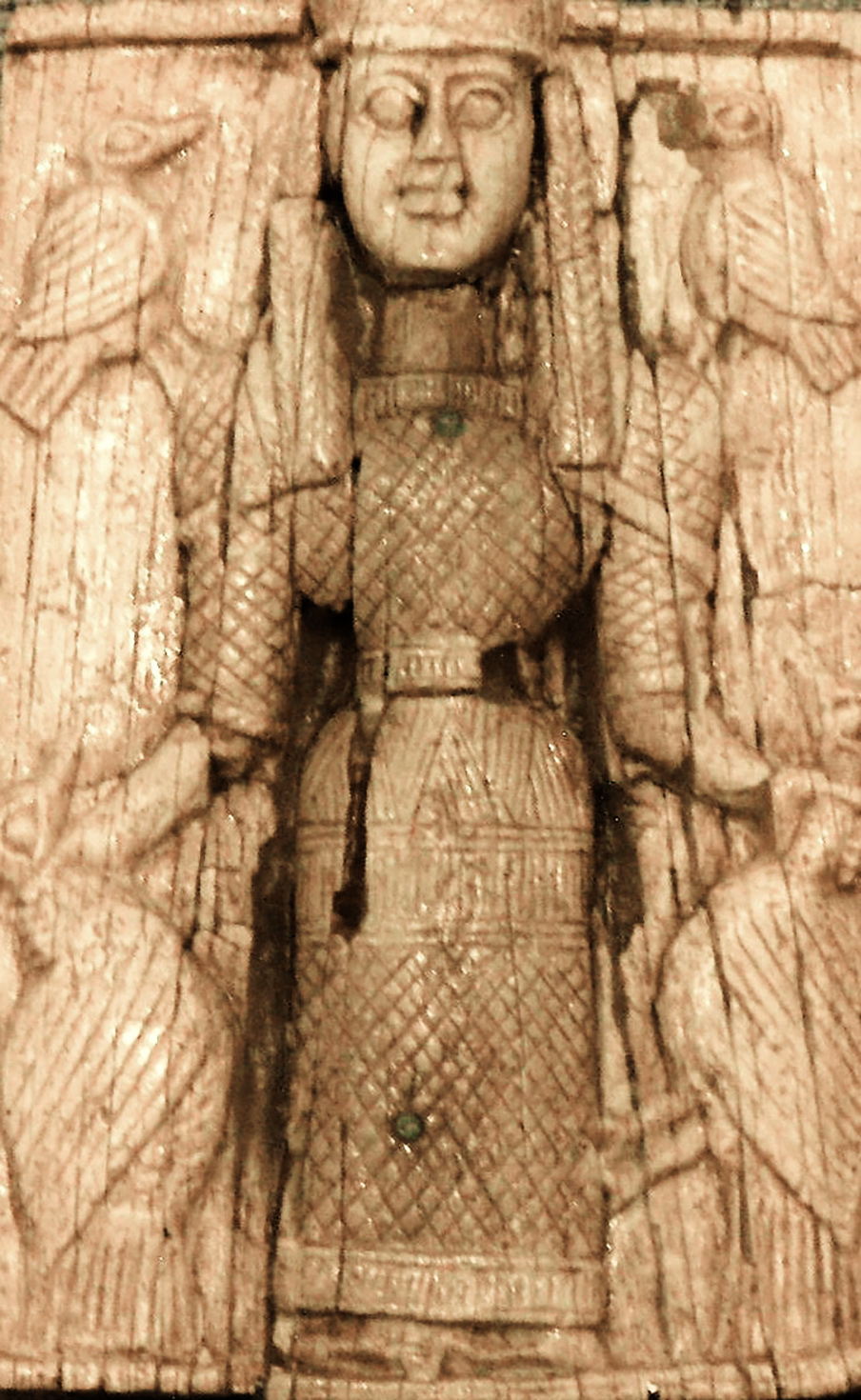
Representação da deusa Artemis Orthia na usual posição de Potnia Theron, em um marfim arcaico de oferenda (Museu Nacional de Arqueologia, Atenas)

Potnia Theron (em grego: Ἡ Πότνια Θηρῶν, "A Senhora dos Animais") é um antigo título assumido por Ártemis, entre outras deusas da hierarquia do Olimpo, e que foi introduzido na Grécia continental.
Segundo o acadêmico alemão Walter Burkert:  "Em particular, parece que uma antiga Deusa mãe, especialmente qua Senhora dos Animais foi individualizada na Grécia sob várias formas, como Hera, Ártemis, Afrodite, Deméter, e Atena, diz  Burket; e acrescenta: A ideia de uma Senhora dos Animais é amplamente disseminada na Grécia e é muito possível que tenha origens na Deusa mãe do Paleolítico; na religião oficial grega isso sobrevive no mínimo para além do folclórico".
Potnia, cujo significado é senhora, dama, ou mulher é o feminino de potis, uma forma masculina de senhor ou marido. Potnia era uma palavra micênica herdada do grego clássico, com o mesmo significado e que encontra um paralelo exato no sânscrito patni.